# Crepidula naticarum
Crepidula naticarum är en snäckart som beskrevs av Williamson 1905. Crepidula naticarum ingår i släktet Crepidula och familjen toffelsnäckor. Inga underarter finns listade i Catalogue of Life.